# Igumenica
Igumenica (grčki: Ηγουμενίτσα, albanski: Gumenicë, ili Gumenica) je lučki grad u sjeverozapadnoj Grčkoj. Igumenica je glavni grad prefekture Tesprocije. Antičko ime grada bilo je Titani.
Igoumenica je pitoreskni mali grad s puno zelenila, i lijepih plaža, okružen zelenim planinama.
Nova 670 km dugačka autocesta Egnatia Odos, koja spaja gradove sjeverne Grčke ( i koja ide po gotovo istoj trasi kao i antička Via Egnatia, završava u Igumenici (odnosno tu počinje).

## Povijest
U antička vremena Igoumenica je bila znana kao Titani, (Gitani, Gitana, Goumani) i bila je jedan od najvažnijijih gradova Kraljevstva Tesprocija tijekom IV st. pr. Kr. na površini od 28 hektara,  dužina gradskih zidova bila je 2 400 metara. Grad je imao četvoro gradskih vrata.
Suvremena arheološka iskapanja otkrila su gradsko kazalište od 2 500 gledaoca i ostatke dva hrama.
Grad je bio sjedište susreta Epirskog saveza. Grad je razoren za Rimske republike 167 st. pr. Kr., kasnije je uključen u Rimsko Carstvo.
Sve do Drugog svjetskog rata Igumenica je imala miješano stanovništvo sastavljeno od Grka i Albanaca, danas je Igumenica izgubila taj miješani karakter i danas je pretežito grčki grad.

## Kretanje stanovništva posljednjih desetljeća
| Godina | Stanovnika | Promjena       | Stanovništvo općine | Promjena       | Gustoća   |
| ------ | ---------- | -------------- | ------------------- | -------------- | --------- |
| 1981   | 6,389      | -              | -                   | -              | -/km²     |
| 1991   | 6,807      | +418/+6.54%    | 11,608              | -              | 143.7/km² |
| 2001   | 9,104      | +2,297/+33.74% | 14,710              | +3,102/+26.72% | 182/km²   |

## Klimatske prilike
U Igumenici ima puno kiše za Grčke prilike, i to oko 1 100 - mm.  Za usporedbu u Ateni padne prosječno samo 380 - mm, a na Kreti 640 -mm, ali u Janjini i do 1 300 - mm.

## Vanjske poveznice
- Službene stranice (grč.)
- Igumenica